# Lobelia alticaulis
Lobelia alticaulis är en klockväxtart som beskrevs av George Richardson Proctor. Lobelia alticaulis ingår i släktet lobelior, och familjen klockväxter.
Artens utbredningsområde är Jamaica. Inga underarter finns listade i Catalogue of Life.